# 1909-es magyar asztalitenisz-bajnokság
Az 1909-es magyar asztalitenisz-bajnokság az ötödik magyar bajnokság volt. Ettől az évtől a férfi párosok részére is rendeztek bajnokságot. A bajnokságot április 3. és 7. között rendezték meg Budapesten, a MAFC rendezésében.
Bár a bajnokokat tartalmazó források (pl. A magyar sport kézikönyve, Asztalitenisz történelem számokban I.) szerint 1908-tól rendeztek férfi párosok részére bajnokságot, de a Nemzeti Sport 1909.03.20-i, a Pesti Napló 1909.03.17-i és Az Ujság 1909.03.19-i kiadásai alapján ebben az évben írták ki először, valamint a bajnok nem a Jacobi Roland, Becske Frigyes (ZRY) páros volt, hanem (Az Ujság 1909.04.08-i száma szerint általános meglepetésre) a Biró Gyula, Balassa Loránd páros.

## Eredmények
| Versenyszám  | Arany                          | Arany | Ezüst                             | Ezüst | Bronz             | Bronz |
| ------------ | ------------------------------ | ----- | --------------------------------- | ----- | ----------------- | ----- |
| Férfi egyéni | Jacobi Roland ZRY              |       | László Albert MAFC                |       | Bloch Arthur MAFC |       |
| Férfi páros  | Biró Gyula, Balassa Loránd ZRY |       | Rimanóczy Olivér, Ujvári Ödön ZRY |       |                   |       |